# Simpsons Guy
Simpsons Guy (Originaltitel: The Simpsons Guy) ist die erste Episode der 13. Staffel der US-amerikanischen Zeichentrickserie Family Guy und ein Crossover mit den Simpsons. Die insgesamt 232. Episode wurde am 28. September 2014 auf dem Sender Fox erstausgestrahlt. In Deutschland strahlte ProSieben die Episode am 25. August 2015 aus.

## Handlung
Durch einen schlechten Comic-Strip in der Zeitung angeregt, beginnt der tollpatschige Familienvater Peter seinen eigenen Comic-Strip „Um Pete's Willen“ zu veröffentlichen. Allerdings fangen seine Comics schon bald an, sexistisch und frauenfeindlich zu werden. Dies führt zu einem Aufstand gegen die Familie Griffin, wodurch sie gezwungen wird, die Stadt zu verlassen.
Bei einem Tankstopp wird den Griffins ihr Auto gestohlen und sie finden sich in der Stadt Springfield wieder. Sie lernen die Simpson-Familie kennen, die ihnen anbietet, vorerst bei ihnen zu übernachten. Nach einem erfolglosen Besuch bei der Polizei beschließen Peter und Homer, das gestohlene Auto selbst wiederzufinden.
Während des Zusammenseins kommen sich die Familien näher, versuchen voneinander zu lernen und helfen sich gegenseitig. Nach einiger Zeit finden Peter und Homer das gestohlene Auto wieder. Zum Dank bietet Peter Homer eine Flasche seines Lieblingsbieres Pawtucket Paytriot Ale an, Homer enttarnt diese aber als Kopie seines Lieblingsbieres Duff, was in einem Rechtsstreit zu Gunsten von Duff endet.
Bei der Abreise bricht zwischen Peter und Homer ein Kampf aus, welcher ähnlich wie die aus Family Guy bekannten, „Hahnenkämpfe“ abläuft. Nach dem Kampf vertragen sich Peter und Homer unter der Bedingung, von nun an getrennte Wege zu gehen.
Als die Griffins wieder in Quahog vereint sind, fragt Brian Stewie, ob er Bart vermisse, woraufhin dieser in sein Zimmer geht und wie im Simpsons-Intro den Satz „Ich werde nicht mehr an Bart denken“ an eine Tafel schreibt.

## Rezeption
Nach der Ankündigung von Fox, eine Crossover-Folge der Fernsehserien  Die Simpsons und Family Guy zu produzieren, stellten Fans hohe Erwartungen an die Folge. Laut Nina Rehfeld, Autorin der Frankfurter Allgemeinen Zeitung, wurden die Erwartungen erfüllt. Rehfeld meinte sogar, dass durch das Zusammenbringen der „Fox-Serien zu einem Showdown, […] eines der Fernsehereignisse des Jahres“ erwartet wurde. Die Autorin lobte die Episode, die „[m]it clevere[n] Selbstbezüglichkeit[en] […] die Facetten der vermeintlichen ‚Fehde‘ zwischen den Shows [dekliniert, ] um schließlich in einem ausgedehnten, […] lächerlich überzogenen, acht Minuten dauernden Kampf zwischen Homer und Peter zu gipfeln“.
Kontrovers wurde hingegen eine Szene diskutiert, in der die Familienkinder Bart (Die Simpsons) und Stewie (Family Guy) einen Scherzanruf beim Tavernenbetreiber Moe (Die Simpsons) tätigen: Nachdem zuerst Bart anruft und sich über Moes Verdauung lustig macht, ruft ihn auch Stewie an und sagt: „Moe, deine Schwester wird vergewaltigt!“. Rehfeld meint, dass dabei der „vielfach wahrgenommene[n] Unterschied zwischen den Serien“ pointiert wird. Tim Winter, Präsident der US-amerikanischen Elternorganisation Parents Television Council, fand die Pointe jedoch unangebracht und verlangte von den Machern Matt Groening (Die Simpsons) und Seth MacFarlane (Family Guy), die Szene zu streichen.

## Ausstrahlung
In den Vereinigten Staaten fand die Erstausstrahlung von Simpson Guy am 28. September 2014 auf Fox statt. Sie erreichte 8,45 Millionen Fernsehzuschauer und ein Zielgruppen-Rating von 4,5 Prozent.
In Deutschland lief die Episode erstmals am 25. August 2015 auf ProSieben. In der werberelevanten Zielgruppe sahen durchschnittlich 1,45 Millionen Zuschauer die Folge, was zu einem Marktanteil von 14,9 Prozent führte und somit über dem Senderschnitt von ProSieben liegt. Insgesamt sahen 1,62 Millionen Zuschauer die Folge, was zu einem Gesamtmarktanteil von 5,7 Prozent führte.